# Höfer, Celle
Höfer là một đô thị ở huyện huyện Celle, trong bang Niedersachsen, nước Đức. Đô thị Höfer, Celle có diện tích 21,87 km².